# Delosperma waterbergense
Delosperma waterbergense är en isörtsväxtart som beskrevs av L. Bol.. Delosperma waterbergense ingår i släktet Delosperma, och familjen isörtsväxter. Inga underarter finns listade i Catalogue of Life.